# Église Notre-Dame-de-Toute-Aide des Forges
L’église Notre-Dame-de-Toute-Aide est une église catholique située dans la commune déléguée des Forges, dans le Morbihan (France). Elle est dédiée à Notre-Dame.

## Localisation
L'église est sise rue Aimé-Jéglot, en surplomb du Lié, qui la sépare du château des forges.

## Historique
La chapelle du château des forges de Lanouée est construite en 1760. Devenue église paroissiale en 1883, elle est agrandie en 1889 et 1895 pour mieux accueillir les fidèles.
L'église, en tant que chapelle du château des forges, est inscrite au titre des monuments historiques par arrêté du 24 août 2007.

## Architecture et intérieur
Initialement bâtie selon un plan rectangulaire, l'église affecte un plan en croix latine lors de son agrandissement. Elle est coiffée d'un clocheton à base carrée sur son pignon ouest, remplacé par une flèche dans les années 1990.
Elle abrite deux statues inscrites au titre des monuments historiques en 1973 :
- une statue de saint Éloi du XVIIIe siècle[3] ;
- une statue de la Vierge à l'Enfant (dite « Notre-Dame de Toute Aide ») du XVIIIe siècle[4].